# Papaveretum
Papaveretum je přípravek obsahující směs hydrochloridových solí opiových alkaloidů. Od roku 1993 je papaveretum definováno v British Pharmacopoeia (BP) jako směs 253 dílů morfin-hydrochloridu, 23 dílů, papaverin-hydrochloridu a 20 dílů kodein-hydrochloridu. Je obvykle propagováno pod obchodním jménem Omnopon.

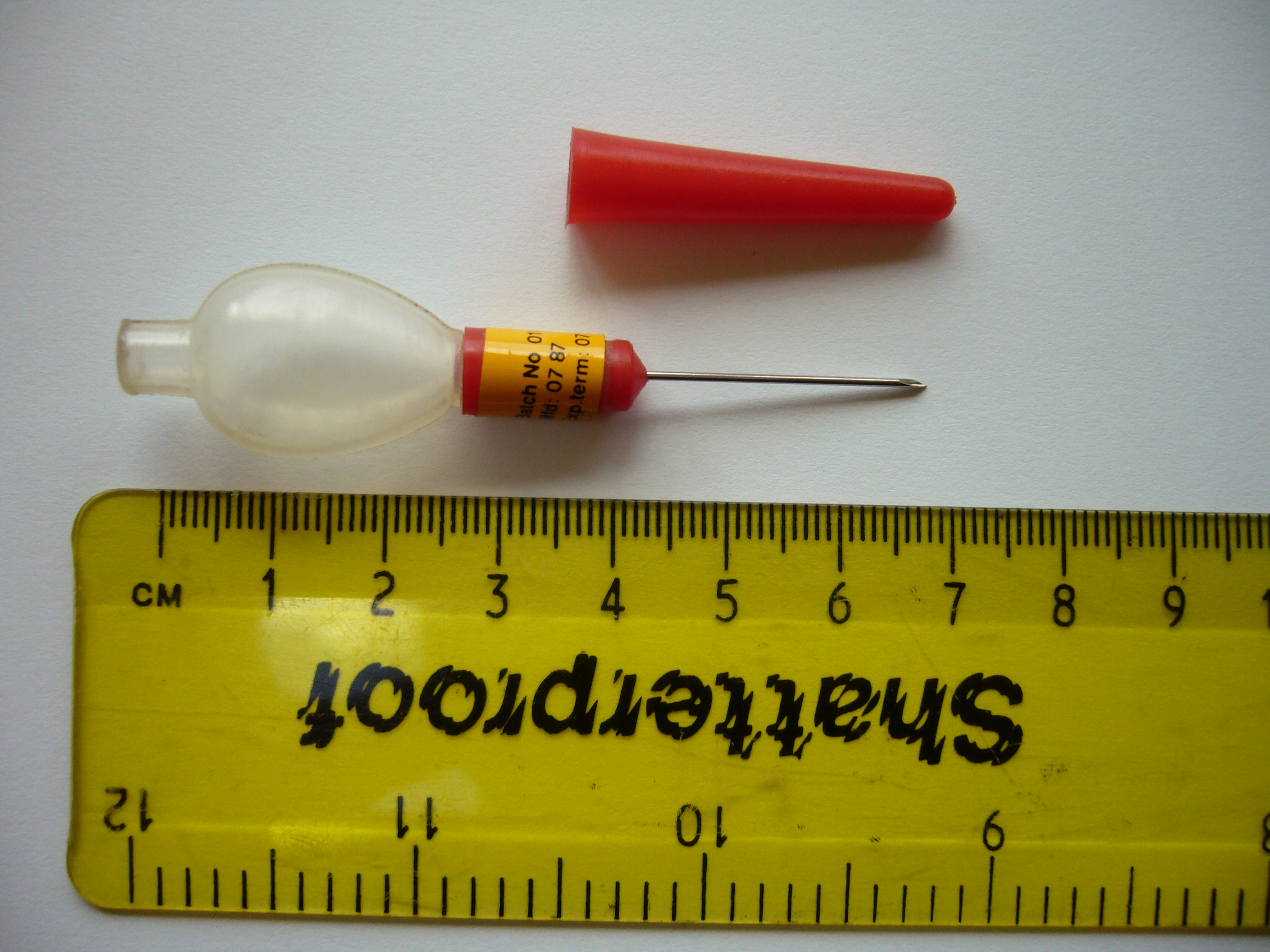
Jednorázová morfinová injekce používaná Britskou armádou, původně obsahující Omnopon

Přestože papaveretum není v současnosti příliš používané kvůli široké dostupnosti jednokomponentových opiátů i syntetických opioidů (např. pethidin), stále se používá pro tišení středně silné až silné bolesti a pro předoperační sedaci. V klinických podmínkách je papaveretum obvykle podáváno podkožně, nitrosvalově nebo nitrožilně. Jednorázové morfinové injekce používané Britskou armádou ve skutečnosti obsahují Omnopon.
Před rokem 1993 papaveretum také obsahovalo noskapin, nicméně tato složka byla odstraněna z BP definice papavereta vzhledem k jejímu genotoxickému potenciálu.